# Rząd większościowy
Rząd większościowy – kolegialny organ władzy wykonawczej, powoływany i odwoływany przez organ przedstawicielski, gdy partia lub koalicja go tworząca dysponuje poparciem większości parlamentarnej.
Jeżeli w wyniku wyborów jedna partia uzyska bezwzględną większość mandatów, to może ona tworzyć jednopartyjny gabinet większościowy i samodzielnie realizować politykę wynikającą z jej programu politycznego. Stabilność rządu większościowego jest większa w przypadku gdy układ sił politycznych w parlamencie przedstawia się w dominacji jednopartyjnej większości, ale nawet i tu może się zdarzyć, że część jej przedstawicieli odmówi poparcia rządowi. Klasycznym przykładem jest tu parlamentaryzm brytyjski, w którym to występuje silna pozycja rządu wobec parlamentu i prawo premiera jako szefa rządu, a zarazem przywódcy większości parlamentarnej, do decydowania o rozwiązaniu Izby Gmin.
We współczesnych systemach parlamentarnych Europy Zachodniej przeważa układ sił politycznych, w którym żadna z partii reprezentowanych w parlamencie nie zdobywa większości mandatów, by móc samodzielnie utworzyć stabilny, jednopartyjny rząd. Oznacza to, że proces tworzenia rządu jest oparty na „przetargach” politycznych pomiędzy wieloma partiami a bazę polityczną dla gabinetu tworzy zawiązana w parlamencie wielopartyjna koalicja rządowa.
Powołanie rządu wielopartyjnego w formie rządu koalicyjnego jest rezultatem przetargów politycznych i swoistej gry politycznej parlamentarnych frakcji partii i stronnictw. Rząd koalicyjny we współczesnych państwach, w których istnieje system gabinetowy, może się składać od dwóch do sześciu partii. Istnieje tutaj większe prawdopodobieństwo wystąpienia konfliktów wewnętrznych niż w rządzie jednopartyjnym, szczególnie pomiędzy ministrami reprezentującymi poszczególnych koalicjantów, którzy forsują w nim elementy programu własnych partii i preferują ich interesy. W efekcie możliwe jest przesilenie rządowe i odmowa poparcia dla gabinetu ze strony dotychczasowego koalicjanta implikująca utratę przez rząd poparcia większości.